# Idlib
Idlib (arab. ‏إدلب‎) – miasto w północno-zachodniej Syrii, liczące około 157 tysięcy mieszkańców, ośrodek administracyjny muhafazy Idlib. Przemysł włókienniczy i spożywczy (olejarski); ośrodek handlowy regionu, miejsce uprawy oliwek, fig, sezamu i warzyw.
W Idlibie panuje klimat śródziemnomorski.

## Historia

### Wojna w Syrii
Muhafaza Idlibu była od początku syryjskiego konfliktu obszarem zbrojnych wystąpień przeciw władzom Syrii. W lutym 2012 roku w samym mieście Idlib grupa uzbrojonych napastników zastrzeliła m.in. sędziego sądu i prokuratora. 11 marca 2012 do Idlibu wjechały pododdziały syryjskiej armii, w przeciągu dwóch dni odzyskując kontrolę nad miastem.
16 stycznia 2013 w centrum Idlibu terroryści-samobójcy zdetonowali dwa lub trzy samochody-pułapki, przez co zginęły 22 osoby.
28 marca 2015 Idlib zdobyła tzw. Armia Podboju – połączone siły Ahrar asz-Szam i Dżabhat an-Nusra. Kilka tysięcy mieszkańców opuściło wówczas to miasto w obawie przed terrorystami. Islamiści zorganizowali w Idlibie własną administrację. W lipcu 2017 terroryści Dżabhat an-Nusra wypędzili z miasta Ahrar asz-Szam i przejęli nad nim wyłączną kontrolę.